# Silk Husbands and Calico Wives
Silk Husbands and Calico Wives (también conocida como Love, Honor and Obey) es una película muda de drama estadounidense de 1920, dirigida por Alfred E. Green y protagonizada por House Peters. La película fue producida por Harry Garson y basada en un original de Monte Katterjohn.
La película se preserva en la colección de la Biblioteca del Congreso.

## Trama
Como se describe en una revista de cine, Deane Kendall (Peters), un chico de campo que ha logrado ser admitido en el bar, encuentra pocos clientes en el pequeño pueblo de Harmony. Cuando hay un caso sensacional que involucra a un hombre que está siendo juzgado por el asesinato del amante de su esposa, Edith Beecher (Alden), taquígrafa de la corte y novia de Deane, logra que Deane defienda al esposo. La magistral defensa de Deane libera al hombre y Deane gana un puesto en un bufete de abogados de la ciudad. Deane se casa con Edith y se mudan a la ciudad. Deane progresa rápidamente, pero Edith sigue siendo un "cuerpo hogareño". La chica de sociedad Georgia Wilson (Novak) decide romper esta familia para poder quedarse con Deane. Un arquitecto que ama a Edith la ayuda en sus planes. Mediante un truco, Edith es atraída al apartamento del arquitecto. Edith cree que Deane, con sus puntos de vista estrictos sobre la conducta de una esposa, se divorciará de Edith. Sin embargo, una novia descartada locamente celosa del arquitecto informa a Deane de toda la trama. Edith, pensando que ha hecho infeliz a su esposo y temiendo su ira por su visita al arquitecto, ha huido de la ciudad para regresar a su casa en el pueblo. Deane la sigue y se lleva a cabo una reconciliación.

## Reparto
- House Peters como Deane Kendall
- Mary Alden como Edith Beecher Kendall
- Mildred Reardon como Marcia Lawson
- Edward Kimball como Jerome Appleby
- Sam Sothern como Alec Beecher
- Eva Novak como Georgia Wilson
- Vincent Serrano como Charles Madison
- Rosita Marstini como la Sra. Westervelt (acreditada como Madame Marstini)